# Victoria Coren Mitchell
Victoria Elizabeth Coren Mitchell (nascida Victoria Elizabeth Coren; Londres, Inglaterra, 18 de agosto de 1973) é uma escritora, apresentadora, jornalista e jogadora profissional de póquer Inglesa. Coren Mitchell escreve colunas semanais para os jornais The Observer e The Guardian, e apresenta o concurso Only Connect para a BBC desde 2008.
Victoria é uma Team Pokerstars Pro e é a única jogadora a ter conquistado 2 títulos do EPT (European Poker Tour). Venceu o seu primeiro em Setembro de 2006 no EPT3 de Londres e o segundo no EPT10 em San Remo em Abril de 2014.
É casada com o comediante Inglês David Mitchell.

## Vida pessoal
Victoria Elizabeth Coren nasceu em Hammersmith, Londres. É filha do humorista e jornalista Alan Coren e da sua esposa, Dr.ª Anne Kasriel. É irmã do jornalista Giles Coren. Frequentou colégios privados femininos entre os cinco e os dezoito anos e estudou Inglês em St John's College, Oxford, de onde se licenciou com distinção.
A 20 de março de 2012 anunciou seu noivado com o ator e comediante David Mitchell, e o casamento entre ambos teve lugar a 17 de novembro do mesmo ano. Em maio de 2015, o casal anunciou o nascimento da sua filha.

## Escrita
Aos 14 anos teve uma pequena história publicada sob um pseudónimo na revista Just Seventeen, e mais tarde ganha uma competição no The Daily Telegraph para escrever uma coluna sobre a vida de um adolescente para a sua seção do fim de semana, que continuou a escrever durante vários anos.
Entre as suas obras incluem-se Love 16 e Once More, with Feeling, sobre a tentativa que encetou com o coautor Charlie Skelton de realizar "o melhor filme pornográfico de sempre". Os seus trabalhos enquanto críticos de cinema erótico para a Erotic Review levou-os a considerar que a maioria do que assistiam era "terrível" e que sozinhos seriam capazes de realizar filmes melhores.
Adaptou as críticas de John Diamond numa peça intitulada A Lump in my Throat, encenada durante o Festival de Edimburgo de 2000, no Grace Theatre e no New End Theatre de Londres, com uma posterior adaptação televisiva para um docudrama na BBC Two em 2001 com Neil Pearson.
Victoria e Giles foram responsáveis pela introdução de Chocolate and Cuckoo Clocks, uma antologia das melhores comédias do seu pai, Alan.
A sua biografia For Richer, For Poorer: A Love Affair with Poker (mais tarde com o subtítulo alterado para Confessions of a Player) foi publicada em setembro de 2009, com críticas positivas dos jornais The Times e The Observer.

## Farsa deOrmerod
Em dezembro de 2008 Victoria revelou que, no ano anterior, tinha instigado um rumor em modo de armadilha para apanhar um grupo com presença em serviços fúnebres de pessoas que não haviam conhecido. Criou a persona de Sir William Ormerod e colocou um anúncio nos principais jornais britânicos para o seu serviço fúnebre, «seguido de porto de honra». Victoria revelou que o grupo prontamente requereu bilhetes para a ocasião, afirmando ter conhecido Ormerod.

## Trabalhos em rádio e televisão
| Programa                                                               | Papel                    | Ano          |
| ---------------------------------------------------------------------- | ------------------------ | ------------ |
| Off the Page: BBC Radio 4                                              | apresentadora            |              |
| Fourth Column: BBC Radio 4                                             | apresentadora            |              |
| 100%                                                                   | performer                | 1992         |
| The Pedants' Revolt                                                    | convidada                | 2004         |
| I Love the 80s                                                         | convidada                | 2001         |
| Double Entry                                                           | jurado                   | 2003         |
| Balderdash and Piffle                                                  | apresentadora            | 2006–07      |
| Only Connect                                                           | anfitriã                 | 2008–present |
| Heresy                                                                 | apresentadora            | 2008–present |
| You Have Been Watching                                                 | convidada                | 2009–10      |
| The Wright Stuff                                                       | painelista convidada     | 2009–10      |
| The Bubble                                                             | painelista convidada     | 2010         |
| Question Time                                                          | painelista convidada     | 2010         |
| Question Time                                                          | painelista convidada     | 2013         |
| Question Time                                                          | painelista convidada     | 2015         |
| Have I Got News for You                                                | painelista convidada     | 2010–14      |
| Have I Got News for You                                                | anfitriã convidada       | 2014–16      |
| My Teenage Diary                                                       | própria                  | 2010         |
| Frank Skinner's Opinionated                                            | convidada                | 2011         |
| Would I Lie to You?                                                    | convidada                | 2011         |
| QI                                                                     | convidada                | 2012–present |
| Room 101                                                               | convidada                | 2013         |
| 8 Out of 10 Cats                                                       | convidada                | 2013         |
| Goodbye Television Centre                                              | apresentadora            | 2013         |
| The Secret Life of Mary Poppins: A Culture Show Special                | apresentadora            | 2013         |
| The Unbelievable Truth                                                 | convidada                | 2014         |
| How To Be Bohemian With Victoria Coren Mitchell (3 episodes): BBC Four | apresentadora            | 2015         |
| The Great Sport Relief Bake Off                                        | celebridade concorrente  | 2016         |
| Chain Reaction: BBC Radio 4                                            | entrevistadora/convidada | 2016         |
| Women Talking About Cars: BBC Radio 4                                  | anfitriã                 | 2016         |

## Póquer
| Evento                                            | Data           | Posição | Prémio   |
| ------------------------------------------------- | -------------- | ------- | -------- |
| EPT Sanremo €4,900 No Limit Hold’em Main Event    | April 2014     | 1st     | $660,947 |
| UKIPT London £2,000 High Roller                   | March 2013     | 9th     | $11,512  |
| EPT London £10,000 High Roller                    | March 2013     | 6th     | $101,019 |
| PokerStars and Monte-Carlo®Casino EPT Grand Final | April 2012     | 1st     | $77,763  |
| The Table No Limit Hold’em Invitational           | November 2011  | 2nd     | $100,000 |
| PCA $10,000 No Limit Hold'em Main Event           | January 2009   | 30th    | $40,000  |
| EPT London £3,500 No Limit Hold’em                | September 2006 | 1st     | $941,513 |
| European Poker Championships                      | June 2004      | 2nd     | $49,273  |